# Julian Łukaszewski
Julian Ksawery Łukaszewski ps. Bronisław Groza (ur. 1835 w Skorzęcinie k. Gniezna, zm. 22 stycznia 1906 we Lwowie) – polski lekarz, działacz społeczny, działacz Stronnictwa czerwonych.

## Życiorys
Jego ojcem był nauczyciel ludowy Franciszek Xawery Łukaszewski, który po uzupełnieniu wykształcenia na Uniwersytecie Wrocławskim został pedagogiem i literatem. Julian Łukaszewski ukończył w 1858 gimnazjum w Trzemesznie, a następnie dzięki wsparciu finansowemu Seweryna Mielżyńskiego i Towarzystwa Pomocy Naukowej studiował medycynę na Uniwersytecie w Gryfii, Pradze, Krakowie, a ukończył w Berlinie, gdzie 5 sierpnia 1862 uzyskał stopień doktora medycyny i chirurga. Po powrocie w rodzinne strony zaangażował się w działalność w Komitecie Centralnym Narodowym, w 1862 powierzono mu stworzenie struktur organizacyjnych w zaborze pruskim i organizację transportu broni dla powstańców. W grudniu 1862 przebywając w Bydgoszczy zorganizował tajne spotkanie działaczy patriotycznych m.in. Józefa Demontowicza i Mariana Langiewicza. W marcu 1863 oficjalnie otrzymał funkcję komisarza rządowego na Prusy Zachodnie, a 1 listopada komisarza pełnomocnego na zabór pruski. W czerwcu 1864 unikając aresztowania opuścił ziemie polskie, został zaocznie oskarżony razem z 149 innymi powstańcami w procesie sądowym, który rozpoczął się 7 lipca 1864 w Berlinie. Początkowo przebywał w Paryżu, gdzie działał w Zjednoczeniu Emigracji Polskiej. Od 1865 przebywał na terenie Rumunii pełniąc praktykę lekarską, rok później założył w Mihăileni Stowarzyszenie Biblioteki Polskiej, które zajmowało się Biblioteką Polską w Rumunii (działające do 1892), stanowiło ono nieformalne centrum polskiej emigracji przyciągając Polaków zamieszkujących okolice Bacau, Piatra Neamț, Jassów, Izvoresti, Tecuci, Botoșani, Pașcani. W 1870 został lekarzem naczelnym w szpitalu psychiatrycznym w Jassach, jednocześnie organizował tam kolonie polskie dla uchodźców.
Został pochowany na Cmentarzu Łyczakowskim we Lwowie.

## Twórczość
- „Pamiętniki”;
- „Zabór pruski w czasie powstania styczniowego 1863-1864”[2].